# Gévezé
Gévezé (bret. Gevrezeg) – miejscowość i gmina we Francji, w regionie Bretania, w departamencie Ille-et-Vilaine.
Według danych na rok 1990 gminę zamieszkiwały 2434 osoby, a gęstość zaludnienia wynosiła 88 osób/km² (wśród 1269 gmin Bretanii Gévezé plasuje się na 246. miejscu pod względem liczby ludności, natomiast pod względem powierzchni na miejscu 321.).